# Siegfried Fischer
Siegfried Fischer (19 de julio de 1894-8 de abril de 1976) fue un actor y director, escritor y guionista de nacionalidad sueca.

## Biografía
Nacido en Estocolmo, Suecia, su nombre completo era Fritz Adolf Ferdinand Siegfried Fischer. Su padre era el director Franz Fischer (1867–1944), y su hermano el actor Arthur Fischer (1897–1991).
Fischer fue contratado a los diecisiete años de edad para actuar en la compañía teatral de Axel Lindblad, tras haber trabajado con diferentes compañías locales. Formó parte del Blancheteatern en 1919–1921, y hasta 1928 fue actor en el Casinoteatern, donde también trabajó como director y dramaturgo. Dirigió durante un tiempo el teatro de verano Klippans sommarteater y el Söders friluftsteater. 
Siegfried Fischer falleció en Estocolmo, Suecia, en 1976. Fue enterrado en el Cementerio Skogskyrkogården de Estocolmo.

## Teatro

### Autor
- 1929 : Fjällgatan 14
- 1931 : Augustas lilla felsteg
- 1932 : Skeppar Ömans flammor
- 1933 : En Söderpojke
- 1933 : Amandas kärlekspant
- 1933 : Violen från Flen
- 1934 : Greven av Gamla stan (escrita con Arthur Fischer)
- 1935 : Hur ska' de' gå för Pettersson? (uppsatt av TV-teatern 1984, se Hur ska det gå för Pettersson?)
- 1935 : Följ me' till Köpenhamn
- 1936 : Skojar-Hampus
- 1938 : Kökskavaljerer
- 1939 : Friar'n från Kisa
- 1940 : Familjen Larsson
- 1940 : Här dansar Kalle Karlsson
- 1944 : Annie från Amörrika
- 1951 : Karusellen på Björkeby
- 1952 : Han valsade en sommar

### Actor
- 1919 : När byskräddaren och byskomakaren gifte bort sin pojke, de Björn Hodell, escenografía de Pierre Fredriksson, Tantolundens friluftsteater[4]
- 1921 : Skulden till allt, de León Tolstói, escenografía de Alexander Moissi, Blancheteatern[5]
- 1922 : Lulu, de Frank Wedekind, escenografía de Maria Orska, Blancheteatern[6]
- 1923 : En vårmässa på Munkbron, de Edvin Janse, Casinoteatern[7]
- 1928 : Österlunds Hanna, de Frans Hedberg, escenografía de Hjalmar Peters, Tantolundens friluftsteater[8]
- 1929 : Westerbergs pojke, de Gideon Wahlberg, Mosebacketeatern[9]
- 1929 : Fjällgatan 14, de Siegfried Fischer, Mosebacketeatern[10]
- 1930 : Söderkåkar, de Gideon Wahlberg, escenografía de Hugo Jacobson, Mosebacketeatern[11]
- 1931 : Ta' fast tjuven, Mosebacketeatern[12]
- 1931 :  Äventyr vid kolonistugan, de Gideon Wahlberg y Walter Stenström, Mosebacketeatern[13]
- 1931 : Augustas lilla felsteg, de Siegfried Fischer, Mosebacketeatern[14]
- 1932 : Skeppar Ömans flammor, de Siegfried Fischer, Mosebacketeatern[15]
- 1933 : En Söderpojke, de Siegfried Fischer, escenografía de Siegfried Fischer, Mosebacketeatern[16]
- 1933 : Amandas kärlekspant, de Siegfried Fischer, escenografía de Siegfried Fischer, Mosebacketeatern[17]
- 1933 : Violen från Flen, de Siegfried Fischer, Söders friluftsteater[18]
- 1933 : Barn på beställning, de Arthur Fischer, escenografía de Arthur Fischer, Mosebacketeatern[19]
- 1934 : Greven av Gamla stan, de Siegfried y Arthur Fischer, Mosebacketeatern[20][21]
- 1935 : Café Södergöken, de Olle Gunnarsson, Mosebacketeatern[22]
- 1936 : Skojar-Hampus, de Siegfried Fischer, Mosebacketeatern[23]
- 1936 : Gentes de Hemsö, de August Strindberg, escenografía de Siegfried Fischer, Mosebacketeatern[24]
- 1936 : Augustas lilla felsteg, de Siegfried Fischer, Mosebacketeatern[25]
- 1937 : Lördagsflirt, de Bjørn Bjørnevik, Mosebacketeatern[26]
- 1937 : Spanska flugan, de Franz Arnold y Ernst Bach, Mosebacketeatern[27]
- 1937 : Hur ska' de' gå för Pettersson?, de Siegfried Fischer, Mosebacketeatern[28]
- 1938 : Kökskavaljerer, de Siegfried Fischer, escenografía de Siegfried Fischer, Mosebacketeatern[29]
- 1940 : Här dansar Kalle Karlsson, de Siegfried Fischer, Klippans sommarteater[30]

### Director
- 1933 : En Söderpojke, de Siegfried Fischer, Mosebacketeatern
- 1933 : Amandas kärlekspant, de Siegfried Fischer, Mosebacketeatern
- 1936 : Gentes de Hemsö, de August Strindberg, Mosebacketeatern
- 1937 : Bergsprängarbruden, de Albin Erlandzon, Mosebacketeatern[31]
- 1937 : Fredrik och försynen, de Henning Ege, Mosebacketeatern[32]
- 1938 : Kökskavaljerer, de Siegfried Fischer, Mosebacketeatern
- 1942 : Grand Hôtel Ludde, de Ch. Henry y Einar Molin, Odeonteatern de Estocolmo[33]
- 1944 : Annie från Amörrika, de Sigge Fischer, Ch. Henry y Einar Molin, Tantolundens friluftsteater[34]
- 1951 : Karusellen på Björkeby, de Sigge Fischer, Tantolundens friluftsteater[35]
- 1952 : Han valsade en sommar, de Sigge Fischer, Tantolundens friluftsteater[36]

## Teatro radiofónico
- 1960 : Jons födelsedag, de Inge Johansson, dirección de Helge Hagerman[37]

## Filmografía

### Guionista
- 1933 : Augustas lilla felsteg
- 1935 : Munkbrogreven
- 1947 : Hans liv och leverne
- 1949 : Kronblom kommer till stan

### Actor
- 1920 : Carolina Rediviva
- 1921 : Högre ändamål
- 1921 : Vallfarten till Kevlaar
- 1922 : Vem dömer
- 1932 : Vi som går köksvägen
- 1937 : Ryska snuvan
- 1939 : Oss baroner emellan
- 1943 : Sonja
- 1944 : Skeppar Jansson
- 1944 : Hemsöborna
- 1944 : Skogen är vår arvedel
- 1945 : Bröderna Östermans huskors
- 1945 : I Roslagens famn
- 1947 : Kronblom
- 1947 : Livet i Finnskogarna
- 1947 : 91:an Karlssons permis
- 1947 : Pappa sökes
- 1947 : Den långa vägen
- 1948 : Loffe som miljonär
- 1948 : Robinson i Roslagen
- 1949 : Hin och smålänningen
- 1949 : Lång-Lasse i Delsbo
- 1950 : Stjärnsmäll i Frukostklubben
- 1950 : Rågens rike
- 1950 : Motorkavaljerer
- 1951 : Tull-Bom
- 1951 : Skeppare i blåsväder
- 1951 : Starkare än lagen
- 1952 : Kalle Karlsson från Jularbo
- 1952 : När syrenerna blomma
- 1953 : Ursula – flickan i finnskogarna
- 1954 : Taxi 13
- 1954 : Skrattbomben
- 1955 : Ljuset från Lund
- 1956 : Krut och kärlek
- 1957 : Johan på Snippen tar hem spelet
- 1958 : Mannekäng i rött
- 1959 : Mälarpirater
- 1962 : Raggargänget
- 1963 : Tre dar i buren
- 1964 : Tjorven, Båtsman och Moses
- 1964 : Vi på Saltkråkan
- 1966 : Tjorven och Mysak
- 1967 : Skrållan, Ruskprick och Knorrhane
- 1967 : Bränt barn
- 1969 : Håll polisen utanför